# Licínio Rangel
Licínio Rangel O.V.S.. (Campos, 5 de enero de 1936 - Río de Janeiro, 16 de diciembre de 2002). Obispo brasileño, sucesor de monseñor Antonio de Castro-Mayer al frente de la Sociedad Sacerdotal de San Juan María Vianney. 
Consagrado obispo por Bernard Tissier de Mallerais, junto con Alfonso de Galarreta y Richard Williamson en 1991. Ante su enfermedad decidió reconciliarse con la Santa Sede, rompiendo con la Fraternidad Sacerdotal de San Pío X y participando de una forma velada ante las reformas del Concilio Vaticano II.
Fue nombrado por Juan Pablo II administrador apostólico de la Administración Apostólica Personal de San Juan María Vianney y le concedió, el 18 de enero del 2002, el título de obispo de Zarna. Fue sucedido por Fernando Rifan.